# Bukovski Vrh
Bukovski Vrh este o localitate din comuna Tolmin, Slovenia, cu o populație de 28 de locuitori.